# Vladimiro Giacché
Vladimiro Giacché   (La Spezia, 1963) és un filòsof, economista i assagista italià. És especialista en política financera i història econòmica, amb especial atenció a l'idealisme alemany i a la tradició marxista. Giacché és autor de nombrosos llibres i articles sobre economia i filosofia. A Alemanya,els seus articles apareixen sovint publicats a Junge Welt. El seu llibre sobre la reunificació alemanya, Anschluss. L'annessione: L'unificazione della Germania e il futuro dell'Europa, publicat a Itàlia el 2013, ha estat traduït a quatre idiomes.

## Trajectòria
Giacché va estudiar Filosofia a la Universitat de Pisa i a la Scuola Normale Superiore de la mateixa ciutat. Va passar un any a l'estranger a la Universitat del Ruhr de Bochum i va completar els seus estudis amb un màster i un doctorat amb una tesi sobre la Wissenschaft der Logik de Friedrich Hegel. Després d'acabar els estudis, va treballar com a cap del programa Enciclopedia multimediale delle scienze filosofiche a la televisió italiana RAI.
Del 2013 al 2020, Giacché va ser president del Centro Europa Ricerche, un centre d'anàlisi econòmica aplicada de Roma que centra la seva recerca en qüestions clau de la política econòmica italiana i europea. Des del 2020 és responsable d'estudis i màrqueting estratègic de la Banca del Fucino, la matriu del grup bancari Igea Banca.